# Bart Conner
Pour les articles homonymes, voir Conner.
Bart Conner, de son nom complet Barthold Wayne Conner, est un gymnaste américain, né le 28 mars 1958 à Chicago.
Le 26 avril 1996, il s'est marié avec Nadia Comăneci, avec qui il a un fils, Dylan Paul, né le 3 juin 2006.

## Biographie
Après sa carrière, il est devenu propriétaire du centre d'entraînement privé Bart Conner Gymnastics Academy à Oklahoma City.

## Palmarès

### Jeux olympiques
- Los Angeles 1984
  -  médaille d'or par équipes
  -  médaille d'or aux barres parallèles

### Championnats du monde
- Fort Worth 1979
  -  médaille d'or aux barres parallèles
  -  médaille de bronze par équipes
  -  médaille de bronze au saut de cheval